# 과야킬청서
과야킬청서(학명 : Sciurus stramineus)는 다람쥐과 청서속에 속하는 설치류의 일종이다. 에콰도르와 페루의 토착종이다. 몸이 건장한 다람쥐로 꼬리를 제외한 몸길이가 18~32cm이고, 꼬리 길이는 몸길이와 비슷하다. 다양한 털 색을 띠며, 페루에서는 색이 연한 형태가 좀더 흔한 반면에 에콰도르에서는 대부분의 개체가 몸 앞 부분이 짙은 회색이고 뒷부분은 둔탁한 오렌지색을 띤다. 흑색증 형태가 나타나기도 한다. 나무 속에서 주로 살며, 주행성 동물로 씨앗과 꽃, 기타 식물, 버섯, 일부 곤충 등을 먹는다. 도시 지역에서도 발견되며, 사람과 아주 가까운 곳에서 서식하기 때문에 렙토스피라증과 샤가스병을 일으키는 원인균의 매개 동물로 의심 받는다. 특별히 알려진 멸종 위협 요인이 없으며, 분포 지역이 넓고 비교적 흔하게 발견되기 때문에 국제 자연 보전 연맹(IUCN)이 보전 등급을 "[관심대상종]]"으로 분류하고 있다.

## 특징
과야킬청서는 비교적 무거운 체격의 다람쥐로 몸무게는 약 470g이다. 머리부터 몸까지 길이는 8~32cm이고, 꼬리는 몸길이와 거의 비슷한 25~33cm로 긴 편이다. 종소명은 "담황색다람쥐"를 의미하지만, 털 색은 사실 아주 다양하다.